# 평화의 기

평화의 기는 평화를 요구하는 의사를 표시하는 깃발로, 특정 조직이나 단체를 대표하거나 귀속을 나타내지 않는다.

## 같이 보기
- 평화 기호
- 평화 운동
- 백청백기
- 지구기
- 무지개기